# 존 시리카
존 조지프 시리카(John Joseph Sirica, 1904년 3월 19일 ~ 1992년 8월 14일)는 미국 연방지방법원 컬럼비아 특별구의 선임 재판관으로 워터게이트 사건의 재판을 맡기로 유명하다. 1973년 타임 올해의 인물에 선정되었다.

## 어린 시절
코네티컷주 워터버리에서 태어난 시리카는 페르디난드 (프레드)와 로즈 시리카에게 태어난 2명의 아들 중 하나였다. 그의 부친은 이탈리아 이민자였고, 모친은 뉴헤이븐에서 태어났다. 시리카의 초기 유년은 그의 부친이 건강의 이유들과 고용을 위한 따뜻한 기후를 추구하면서 남부를 주위로 옮겨다니면서 보내졌다. 제한된 재정들은 시리카가 자신의 가족을 성원하는 데 일하도록 강요하였다.
시리카의 가족은 그가 14세때 워싱턴 D. C.에 정착하였다. 그는 17세때 조지 워싱턴 대학교 법학 대학원에 입학하여 전혀 대학에 참석하지 않았다. 자신의 수학이 너무 어려운 것을 찾은 그는 한달 후에 학교를 떠났다. 시리카는 기독교청년회에서 권투를 배웠고, 콜럼버스 기사단을 위한 체육과 권투 강사로서 일을 하며 자신을 성원하였으며 수시의 권투 매치에서 싸웠다. 프로 경력에 착수하기로 결심한 시리카는 법학으로 돌아와 1926년 조지타운 대학교 법학센터로부터 법학 학위를 취득하였다. 자신의 저명한 경력에서 후반에 그는 10개의 명예 학위들을 수상할 것이었다. 졸업한지 짧은 후에 그는 컬럼비아 특별구로 수용되었다.

## 경력
시리카의 입법적인 경력은 1927년 개인 영업과 시작되었다. 그는 1930년 8월 1일 컬럼비아 특별구를 위한 미국 법무부의 보조인으로 임명되었고, 1934년 1월 15일 개인 영업으로 돌아오는 데 그 직위를 사임하였다. 법정 변호사로서 자신의 경력을 쌓는 동안 그는 공화당 정치에서 활동적이 되었다. 그는 1936년에 시작된 5개의 대통령 선거 운동에서 일하였다.

## 연방 재판관 사무
드와이트 D. 아이젠하워 대통령은 시리카를 컬럼비아 특별구를 위한 미국 연방지방법원으로 임명하였다. 그는 1957년 4월 2일에 선서되었다. 시리카는 복잡하고 논쟁적인 공민과 범죄의 경우들의 넓은 범위를 지배하였다. 그는 법률들에 의하여 인정된 장기적 선고를 내리는 데 자신의 경향에 나타내는 데 "Maximum John"이라는 별명이 붙었다.
1971년 4월 2일 시리카는 연상을 통하여 미국 연방지방법원의 대법관이 되었다. 새로운 직위는 그에게 특정한 판사들에게 특별한 경우들을 돌리고, 연방 대배심들의 일을 지켜보는 권리를 포함한 행정적 책임들을 주었다. 이 수용력에서 그는 워터게이트 사건의 경우들을 지배하는 업무로 자신을 돌렸다.

### 워터게이트 사건
1972년 6월 17일 워싱턴 D. C.에 있는 거주와 사무실 단지인 "워터게이트"라고 불리는 민주당 위원회 본부 건물에 침입과 도청의 시도와 함께 워터게이트 사건이 시작되었다. 7명이 체포되었다. 조사는 리처드 닉슨 대통령의 재선 위원회와 강도들 사이에 인연들이 있다는 것을 보였다.
1973년 1월 10일 재판들이 시작되었다. 시리카는 소극적으로 앉아 검사들이 전부의 질문하는 것을 지켜보는 것보다 더욱 많은 정보를 끌어내는 데 증인들에게 의문하는 자신의 권력을 이용하였다. 그는 또한 불법 행위들의 범위를 탐사하는 조사인들을 보조하는 데 유죄 판결이 내려진 피고들을 자극하는 선소를 내리는 자신의 권력을 조심스럽게 이용하기도 하였다. 이 전술들은 복잡한 정치적 스캔들에서 증거의 잠차적인 폭로에 공헌하였다.
가장 역사적 가치의 활동은 닉슨 대통령과 시리카의 대립이었다. 이 싸움은 7월 16일 전 백악관 측근 알렉산더 버터필드가 대통령 직무실에서 닉슨이 비밀적으로 대화들을 녹음했다고 폭로할 때 시작되었다. 워터게이트 특별 기소단의 우두머리를 맡는 데 특별 검사로서 임명된 아치볼드 콕스는 워터게이트 사건에 관하여 명확한 대화들이 담긴 8개의 테이프를 위한 소환장을 찾으러 시리카의 법원으로 갔다. 소환장이 드물게 대통령에 집행되었어도 시리카는 한가지를 발포하는 데 동의하였다. 7월 26일 재판관은 응답에서 닉슨으로부터 편지를 받았다. 편지에서 닉슨은 대통령 특권의 독트린을 호소하여 대통령이 소환장에 의한 활동을 강요하는 데 사법의 명령으로 복종되지 않았다고 주장하였다.
시리카는 새로운 법률상의 준주로 내려 떠나는 것과 만약 테이프들이 폭로되었다면 닉슨에 영향력에 관하여 근심을 가졌다. 아직 매우 낡은 정지 조건에 의지한 그는 이 대립에서 다음 단계에 관한 결정에 도달하였다. 8월 29일 그는 닉슨 소유의 비밀적 도청을 위하여 자신에게 태이프들을 주는 데 대통령에게 명령을 내렸다. 이 방향에서 시리카는 대통령의 사적을 보호하는 데 특권을 인정하는 데 노력하였으나 법원들이 특권이 주어진 것을 결정할 수 있던 원칙을 확인하는 데 시도하기도 하였다. 시리카는 대배심에게 주어져야 할 테이프들의 일부들을 듣고 고르는 데 제출하였다. 백악관은 결정을 호소하였다. 시리카의 의견은 10월 12일 연방 순회 항소 법원에 의하여 찬성되었다. 10일 후에 시리카는 테이프들이 제출될 것이라고 대통령의 변호사에 의하여 알려졌다.
하지만 대통령의 특권에 대립은 지속되었다. 1974년 4월 16일 특별 검사로서 콕스의 뒤를 이은 리언 재워스키는 추가적 64개의 테이프들을 소환하는 데 시리카를 의문하였다. 소환의 의문이 결의된 것을 믿은 재판관은 동의하였다. 백악관은 그 소환을 영예하는 데 거부하였다. 재워스키는 극적인 결정을 만들어 5월 24일 사건의 똑바른 재조사와 직접의 숙고를 위하여 미국 대법원에 의문하여 호소들을 회피하고 시간을 아꼈다. 드문 7월 회기에 대법원 판사들은 명령을 확인하고, 7월 24일 대통령 특권을 분석하는 자신들의 중대한 사건 지배를 발포하였다. 녹음된 대화들의 공공적 폭로는 8월 9일 닉슨이 대통령직에서 사임하도록 강요한 요인이었다.
시리카는 지속적으로 다른 워터게이트 재판들에 사회하여 계속되는 몇달에 선고를 내렸다. 1977년의 가을 자신이 결국적으로 그 법상의 업무의 마지막을 끝낼 때 그는 워터게이트 사건에 5년을 바쳤다.
워터게이트 재판들의 시리카의 처리는 그에게 국내적 인정을 가져왔다. 그는 1973년 타임 올해의 인물로 선정되었다. 민중의 노력은 1976년 시리카를 위하여 대통령 후보 지명을 추구하는 데 만들어졌으나 그는 대통령 선거에 나가는 데 거절하였다.
연방 법률에 의하여 요구되면서 시리카는 자신의 70세 생일을 맞을 경 3월 18일 대법관으로서 사임하였으나 법정에 전임적인 일원으로 남아있었다. 1977년 11월 1일 그는 선임 재판관이 되어 비상근 근무의 시기에 들어갔다.

## 이후의 세월
그는 1986년 10월 1일 완전한 퇴직을 선택하였다. 그는 1952년 2월 26일에 결혼한 부인 루실 M. 캐멀리어와 함께 살았다. 그들은 슬하 1남 2녀를 두었다.
1992년 8월 14일 워싱턴 D. C.에서 88세의 나이에 심정지로 사망하였다.
| 전임 리처드 닉슨과 헨리 키신저 | 제47대 타임 올해의 인물 1973년 | 후임 파이살 빈 압둘아지즈 알사우드 |